# Kicki Rundgren
Kicki Eva Nanna Kristina Rundgren, ursprungligen Eva Nanna Kristina Rundgren, född 16 juni 1955 i Övertorneå församling, Norrbottens län, är en svensk skådespelare och regissör.
Rundgren studerade vid Skara Skolscen och mimstudion i Malmö. Hon gick fortbildning vid Statens scenskola i Malmö. Hon har varit engagerad vid Panikteatern, Västernorrlands regionteater, Pistolteatern, Teater Tekla, Teater Overground,Dixi scen & media samt genomfört egna projekt på flera läns- och stadsteatrar. Kicki Rundgren har också arbetat mycket med film i olika funktioner såsom casting, regiassistent och regissör. Arbetsgivare har varit Roy Andersson, Coldsonfilm, Nordisk film med flera.[källa behövs]
Hon filmdebuterade 1985 i Lasse Hallströms Mitt liv som hund och regidebuterade i musikdokumentären Spelplats Cuba. Hon har även gjort och dokumentären För Holger i tiden.

## Filmografi
- Spelplats Cuba (2006)
- Världarnas bok (2006)
- Glömskans brev (2004)
- Tillfällig fru sökes (2003)
- Anja (2001)
- Barnen på Luna (2000)
- Snoken (1997)
- Skilda världar (1997)
- Gränslots (1990)
- ToR Karelen (1987)
- Gammalt kaffe (1986)
- Mitt liv som hund (1985)
- Sparveln (1984)
- För Holger i tiden (filmåret 2012)

### Teater
Ellen Dellen , Panikteatern 
Lykke, Panikteatern
Bretechers hjältinnor, pistolteatern -turné
En natt i februari, Mittlänsteatern

Sjödrottningen -Prins Sorgfri , Panikteatern

### Fotnoter
1. ↑  Sveriges befolkning 2000, Sveriges Släktforskarförbund
2. ↑  Sveriges befolkning 1960, Arkiv Digital
3. 1 2 3  ”Kicki Rundgren”. Svensk Filmdatabas. http://www.sfi.se/sv/svensk-filmdatabas/Item/?type=PERSON&itemid=165657&ref=%2ftemplates%2fSwedishFilmSearchResult.aspx%3fid%3d1225%26epslanguage%3dsv%26searchword%3drundgren%26type%3dPerson%26match%3dBegin%26page%3d1%26prom%3dFalse. Läst 22 augusti 2012.